# Małe Borowe
Małe Borowe (słow. Malé Borové) – niewielka wieś (obec) w północnej Słowacji, w powiecie Liptowski Mikułasz, w kraju żylińskim. Wieś stopniowo wyludnia się, jeszcze w 1991 roku zamieszkiwało ją 301 mieszkańców, w 2016 roku już tylko 136.

## Położenie
Znajduje się w historyczno-geograficznym regionie Orawa. Pod względem geograficznym miejscowość położona jest w Skoruszyńskich Wierchach, w górnej części Doliny Świniarskiego Potoku, pomiędzy wzniesieniami Polianky i Blato. Przez miejscowość spływa Świniarski Potok, uchodzący do Hucianki w Rowie Podtatrzańskim. Zabudowania miejscowości znajdują się na wysokości 880–990 m n.p.m.

## Historia
Jest to miejscowość założona w XVI lub na początku XVII w. przez osadników z polskiej Orawy. Dawniej miała nazwę Šwiniarky. Większość jej mieszkańców zajmowała się szklarstwem i za zarobkiem wędrowali po Morawach i Śląsku. Podobnie było w sąsiednich wsiach Huty i Wielkie Borowe. Na przysiółku Nowoć (Novoť) szkło w niewielkiej miejscowej hucie szkła wytwarzano jeszcze do 1840 roku. Część ludności zajmowała się pasterstwem. Jeszcze obecnie na wielkich łąkach wypasane są krowy i owce.

## Kultura
We wsi jest używana gwara przejściowa słowacko-orawska. Gwara orawska jest zaliczana przez polskich językoznawców jako gwara dialektu małopolskiego języka polskiego, przez słowackich zaś jako gwara przejściowa polsko-słowacka.

## Turystyka
Tereny miejscowości to duże łąki na stokach i grzbietach wysokich wzgórz. Dzięki temu roztaczają się stąd rozległe widoki na Góry Choczańskie, Skoruszyńskie Wierchy i Tatry Zachodnie. W miejscowości zachowało się wiele zabytkowych domów w regionalnym stylu. Przez miejscowość prowadzi znakowany szlak turystyczny:
  czerwony: Orawski Biały Potok – Mních – Machy – Prieková – Kopec – Małe Borowe – Polianky – Súšava – Wielkie Borowe – Díel – Malatiná